# Neobisium tenuipalpe
Neobisium tenuipalpe är en spindeldjursart som först beskrevs av Nonidez 1925.  Neobisium tenuipalpe ingår i släktet Neobisium och familjen helplåtklokrypare. Inga underarter finns listade i Catalogue of Life.